# Нарвозеро
Нарвозеро — озеро на территории Кестеньгского сельского поселения Лоухского района Республики Карелии.

## Общие сведения
Площадь озера — 4 км², площадь водосборного бассейна — 81 км². Располагается на высоте 96,8 метров над уровнем моря.
Форма озера лопастная, продолговатая: оно более чем на пять километров вытянуто с запада на восток. Берега изрезанные, каменисто-песчаные, местами заболоченные.
Через Нарвозеро течёт река Нарва, впадающая в озеро Кереть, из которого берёт начало река Кереть, впадающая в Белое море.
В озере расположено не менее трёх небольших безымянных островов.
С севера к Нарвозеру подходит лесная дорога. У западной оконечности водоёма проходит дорога местного значения.
Код объекта в государственном водном реестре — 02020000711102000002149.